# Siovata
Siovata är ett släkte av fjärilar. Siovata ingår i familjen Lecithoceridae.
Kladogram enligt Catalogue of Life:
| Siovata | \| \| Siovata dracopis \| \| \| \| \| \| Siovata pulcherrimella \| \| \| \| |
|         | \| \| Siovata dracopis \| \| \| \| \| \| Siovata pulcherrimella \| \| \| \| |
|         | Siovata dracopis                                                            |
|         |                                                                             |
|         | Siovata pulcherrimella                                                      |
|         |                                                                             |